# Severo Caermare

Wappen von Severo Cagatan Caermare

Severo Cagátan Caermare (* 22. Oktober 1969 in Sibutad, Zamboanga del Norte, Philippinen) ist ein philippinischer Geistlicher und römisch-katholischer Bischof von Dipolog.

## Leben
Severo Caermare empfing am 22. April 1996 das Sakrament der Priesterweihe für das Bistum Dipolog.
Am 25. Juli 2014 ernannte ihn Papst Franziskus zum Bischof von Dipolog. Der Apostolische Nuntius auf den Philippinen, Erzbischof Giuseppe Pinto, spendete ihm am 30. Oktober desselben Jahres die Bischofsweihe; Mitkonsekratoren waren der emeritierte Bischof von Dipolog, Jose Ricare Manguiran, und der Bischof von Malaybalay, José Araneta Cabantan.
Vom 6. Dezember 2017 bis zum 5. September 2019 war er während der Sedisvakanz zusätzlich Apostolischer Administrator des Bistums Iligan.